# Gouy-Servins
Gouy-Servins es una comuna francesa situada en el departamento de Paso de Calais, en la región de Alta Francia.

## Demografía
| 266 | 239 | 217 | 242 | 288 | 297 | 350 |
| Para los censos de 1962 a 1999 la población legal corresponde a la población sin duplicidades (Fuente: INSEE [Consultar]) |     |     |     |     |     |     |